# Sì
Sì – utwór włoskiej wokalistki Giglioli Cinquetti, napisany przez Maria Panzeriego, Daniela Pacego, Lorenza Pilata i Corrada Contiego, nagrany i wydany w 1974 roku. Piosenka została umieszczona na płytach pt. Gigliola Cinquetti i A las puertas del cielo z 1984 roku. Anglojęzyczna wersja piosenki – „Go (Before You Break My Heart)” – została wydana na płycie pod tym samym tytułem.
W 1974 roku utwór reprezentował Włochy podczas finału 19. Konkursu Piosenki Eurowizji. Podczas koncertu finałowego, który odbył się 6 kwietnia w The Dome w Brighton, utwór został zaprezentowany jako ostatni, siedemnasty w kolejności i ostatecznie zdobył 18 punktów, plasując się na drugim miejscu w finałowej klasyfikacji. Dyrygentem orkiestry podczas występu wokalistki był Gianfranco Monaldi.
Występ wokalistki nie był jednak transmitowany na żywo we włoskiej telewizji RAI z powodu tytułu piosenki. Koncert finałowy konkursu odbywał się bowiem miesiąc przed krajowym referendum dotyczącym ustawy rozwodowej i słowa utworu zostały uznane przez stację za ukrytą propagandę, która miałaby zachęcić słuchaczy do głosowania za wcieleniem dokumentu w życie.
Na stronie B winylowego wydania singla znalazła się piosenka „Il pappagallo verde” (na niemieckojęzycznej wersji umieszczony został utwór „Es singt die Nachtigall”). Oprócz włoskojęzycznej wersji utworu, wokalistka nagrała także singiel w języku hiszpańskim („Sí”), angielskim („Go (Before You Break My Heart)”), francuskim („Lui”) i niemieckim („Ja”).

## Covery utworu
W 1974 roku Lea Laven nagrała nową, fińskojęzyczną wersję utworu – „Niin”, którą umieściła na swojej płycie o tym samym tytule.

## Notowania na listach przebojów
| Kraj              | Lista (1974)    | Pozycja |
| ----------------- | --------------- | ------- |
| Wielka Brytania   | Top 40 Singles  | 8       |
| Niemcy            | Top-100 Singles | 13      |
| Belgia (Flandria) | Top 50 Singles  | 30      |
| Niemcy            | Top-100 Singles | 45      |